# Schadrinsk
Schadrinsk (russisch Шадринск) ist eine Stadt in der Oblast Kurgan (Russland) mit 77.756 Einwohnern (Stand 14. Oktober 2010).

## Geographie
Die Stadt liegt östlich des Ural, im Südwesten des Westsibirischen Tieflandes, etwa 130 km nordwestlich der Oblasthauptstadt Kurgan, am linken Ufer des Flusses Isset. Das Klima ist kontinental.
Die Stadt Schadrinsk ist der Oblast administrativ direkt unterstellt und zugleich Verwaltungszentrum des gleichnamigen Rajons.
Schadrinsk liegt an der 1933 durchgehend eröffneten Eisenbahnstrecke Jekaterinburg (damals Swerdlowsk) – Kurgan.

## Geschichte
Eine Siedlung an Stelle der heutigen Stadt mit Namen Schadrinskaja saimka (Шадринская заимка; schadr ist von einem Ruf- oder Vatersnamen abgeleitet, saimka bezeichnet einen wirtschaftlich genutzten Platz) ist seit 1644 bekannt.
1662 wurde der Schadrinsker Ostrog errichtet und später in eine Handelssiedlung (Sloboda) umgewandelt. Nach der Errichtung der Erzengel-Michael-Kirche (храма Архангела Михаила/ chram Archangela Michaila) im Jahre 1712 wurde der Ort Schadrinsker Erzengel-Städtchen (Архангельский Шадринский городок/ Archangelski Schadrinski gorodok) oder Maloarchangelsk (Малоархангельск) genannt.
1781 wurde Stadtrecht unter dem heutigen Namen verliehen und der Ort zum Verwaltungszentrum eines Kreises (Ujesd) im Gouvernement Perm. Im 19. Jahrhundert war Schadrinsk ein bedeutendes Kultur-, Handwerks- und Handelszentrum – besonders für landwirtschaftliche Produkte – des Uralhinterlandes. Im nahe gelegenen Dorf Krestowskoje (Крестовское, 25 km östlich) fand ab 1825 der Krestowo-Iwanowsker Jahrmarkt, der zweitwichtigste der Uralregion nach dem von Irbit, statt.
Gegen Ende des 19. Jahrhunderts drohte die Bedeutung der Stadt zu sinken, da die Stadt von beiden Zweigen der Transsibirischen Eisenbahn (dem südlichen über Tscheljabinsk – Kurgan und dem nördlichen über Jekaterinburg – Tjumen) weiträumig umgangen wurde. Im Oktober 1913 erreichte jedoch eine Zweigstrecke von Bogdanowitsch über Kamensk-Uralski (Station Sinarskaja, das damalige Kamensk bzw. Kamenski Sawod) den Ort. Diese Strecke wurde später zur direkten Transsib-Querverbindung Jekaterinburg – Kurgan ausgebaut, die 1933 eröffnet wurde.

### Bevölkerungsentwicklung
| Jahr | Einwohner |
| ---- | --------- |
| 1897 | 11.678    |
| 1926 | 19.200    |
| 1939 | 31.149    |
| 1959 | 56.129    |
| 1970 | 72.619    |
| 1979 | 81.511    |
| 1989 | 86.713    |
| 2002 | 80.865    |
| 2010 | 77.756    |

Anmerkung: Volkszählungsdaten (1926 gerundet)

## Kultur, Bildung und Sehenswürdigkeiten
In Schadrinsk gibt es ein nach dem Heimatforscher Wladimir Pawlowitsch Birjukow (1888–1971) benanntes Heimatmuseum und ein Museumshaus und ein großes Denkmal des in der Stadt aufgewachsenen Bildhauers Iwan Schadr (1887–1941, eigentlich Iwanow).
In der Stadt ist das Schadrinsker Staatliche Pädagogische Institut (Шадринский государственный педагогический институт) ansässig.
Architektonisch wertvoll sind die Erlöser-Verklärungs-Kathedrale (Спасо-Преображенский собор/ Spasso-Preobraschenski sobor), die Nikolai-Kirche (Николаевская церковь/ Nikolajewskaja zerkow, 1793–1802) und die Auferstehungskirche (Воскресенская церковь/ Woskressenskaja zerkow, 1879), die Gebäude der ehemaligen Realschule, der Semstwo-Verwaltung (1870), der sogenannten Handelsreihen (1870er Jahre) sowie Wohnbebauung aus der 2. Hälfte des 19. und vom Beginn des 20. Jahrhunderts.

## Wirtschaft
Wichtigstes Unternehmen der Stadt ist der Zulieferer der Autoindustrie Schadrinsker Autoaggregatewerk (Шадринский автоагрегатный завод/ Schadrinski awtoagregatny sawod). Außerdem gibt es Betriebe der Bauwirtschaft (Ziegel, Betonfertigteile) und Leichtindustrie (Textilien, Schuhe, Teppiche, Möbel). Schadrinsk ist Zentrum eines Landwirtschaftgebietes mit Getreideanbau, Fleisch- und Milchviehhaltung, Schweine- und Pferdezucht (Orlow-Traber). In der Nähe gibt es Mineralwasserquellen, in der Stadt Betriebe der Lebensmittelindustrie (Milch, Fleisch, Backwaren, Spirituosen).

## Söhne und Töchter der Stadt
- Konstantin Makarewitsch (1922–2017), Glaziologe
- Leonid Chabarow (* 1947), sowjetischer und russischer Offizier
- Juri Balaschow (* 1949), Schachspieler
- Jewgenija Sedowa (* 1986), Biathletin
- Alla Waschenina (* 1983), Gewichtheberin